# راؤول أوروسكو
راؤول أوروسكو دلغاديو (بالإسبانية: Raúl Orosco Delgadillo)‏ (ولد في 25 مارس 1979)، هو حكم كرة قدم بوليفي. استلم الشارة الدولية من الاتحاد الدولي لكرة القدم وأصبح حكم دولي في عام 2009. ثم قام بعدها بإداراة عدة مباريات في مسابقة كأس ليبرتادوريس، وكوبا سود أمريكانا، وكوبا أمريكا تحت سن-15 2009، وأولمبياد لندن 2012، بالإضافة إلى تصفيات أمريكا الجنوبية لكأس العالم 2014 والتي أقيمت في بلده الأصل.

## وصلات خارجية
- راؤول أوروسكو على موقع Soccerway.com (الإنجليزية)
- راؤول أوروسكو على موقع أوليمبيديا (الإنجليزية)
- بيانات راؤول أورسكو موقع World Referee